# Jubilee Trophy (Newfoundland en Labrador)
De Jubilee Trophy (sponsornaam: Breen's Jubilee Trophy) is de vrouwenvoetbalcompetitie van de Canadese provincie Newfoundland en Labrador. De competitie wordt reeds van in 1977 jaarlijks georganiseerd door de voetbalbond van Newfoundland en Labrador (NLSA) als tegenhanger van de mannelijke Challenge Cup.
De winnaar van de Jubilee Trophy plaatst zich voor de Canadese Jubilee Trophy, de nationale bekercompetitie waar de beste (amateur)vrouwenploegen van iedere provincie tegen elkaar strijden.

## Format
Een seizoen loopt normaal gezien van midden mei tot midden augustus. Alle teams spelen zesmaal tegen elkaar – driemaal thuis en driemaal uit – om zo tot een klassement van 18 wedstrijden te te komen. Dit kan teruggebracht worden tot viermaal in seizoenen waarin ook het provinciaal beloftenelftal voor de Canada Games aan de competitie deelneemt.
Op het einde van het reguliere seizoen worden er play-offs gehouden. Daarin speelt de nummer 1 tegen de nummer 4 en speelt de nummer 2 tegen de nummer 3. De twee winnaars spelen daarna tegen elkaar om de kampioen te bepalen; de twee verliezers spelen meestal nog een troostmatch.
Het klassement doorheen het jaar is – doordat er de laatste jaren slechts vier (officiële) teams in de competitie meespelen – vooral voor de eer en verder van weinig belang. Het enige voordeel dat komt met het winnen van de reguliere competitie is immers dat deze ploeg de op papier zwakste tegenstander krijgt in de halve finale.
De Jubilee Trophy kent geen promotie of degradatie.

## Teams
In de periode 2018–2025 waren er in totaal zes clubs die deelnamen aan de Jubilee Trophy, die allemaal gevestigd zijn in Metropoolregio St. John's. Niet iedere club nam echter ieder seizoen deel. Het betreft:
- Conception Bay South Strikers FC[4] (uit Conception Bay South)
- Feildians (uit St. John's)
- Holy Cross FC (uit St. John's)
- Mount Pearl Soccer Club (uit Mount Pearl)
- St. John's Soccer Club (uit St. John's)
- Paradise Soccer Club (uit Paradise)

### Tijdlijn clubs Jubilee Trophy (2018–2025)
Onderstaande tijdlijn geeft weer welke clubs in welke seizoenen deelnamen aan de Jubilee Trophy. Daarnaast namen in die periode in sommige seizoenen een (of twee) beloftenteams deel, ofwel van niet met een A-elftal deelnemende clubs, ofwel de provinciale selectie voor de Canada Games. Dit echter louter als "exhibitieteam", wat inhoudt dat punten tegen deze teams meetellen voor de eindstand, maar dat deze teams zich niet kunnen kwalificeren voor de play-offs.

## Titels
Hieronder staan de kampioenen van de Jubilee Trophy vermeld sinds de oprichting van de provinciale vrouwencompetitie in 1977. Teams met een vetgedrukte naam kwamen in 2024 uit in de Jubilee Trophy.
| Club                                                                     | Titels | Seizoenen kampioen                                                                       |
| ------------------------------------------------------------------------ | ------ | ---------------------------------------------------------------------------------------- |
| Holy Cross FC                                                            | 14+1   | 1994, 2010, 2011, 2012, 2013, 2016, 2017, 2018, 2019, 2020, 2021, 2022, 2023, 2024, 2025 |
| Conception Bay South Strikers FC (voorheen Conception Bay South Raiders) | 7+1    | 1985, 1987, 1988, 1990, 1992, 2013, 2014, 2015                                           |
| Mount Pearl SC                                                           | 7      | 1991, 1995, 1996, 1997, 2002, 2004, 2007                                                 |
| Feildians                                                                | 3      | 1998, 1999, 2000                                                                         |
| EPR Kirby/The Dock (St. John's)                                          | 2      | 2008, 2009                                                                               |
| Guards                                                                   | 2      | 2001, 2003                                                                               |
| Corner Brook United SC                                                   | 2      | 1982, 1983                                                                               |
| Rob Roy Reds (St. John's)                                                | 2      | 1980, 1981                                                                               |
| Black Horse (St. John's)                                                 | 2      | 1978, 1979                                                                               |
| Paradise SC                                                              | 1      | 2006                                                                                     |
| Sundance Sorella (St. John's)                                            | 1      | 2005                                                                                     |
| St. John's Celtics                                                       | 1      | 1989                                                                                     |
| St. John's Stanley's Steamer                                             | 1      | 1986                                                                                     |
| Labrador City                                                            | 1      | 1984                                                                                     |
| St. John's All Stars                                                     | 1      | 1977                                                                                     |